# Bulgaria la Concursul Muzical Eurovision 2010
Bulgaria participă la concursul muzical Eurovision 2010. În anul 2010 procesul alegerii reprezentantului statului la concursul muzical dat a fost unul intern. A fost ales interpretul Miroslav Kostadinov. Concursul național pentru determinarea piesei care va reprezenta Bulgaria a avut loc la 28 februarie 2010. Din cele 5 melodii a fost aleasă Anghel si ti. 